# 金祉呼
金祉呼（1997年4月4日—），藝名為孔祉呼，曾為韓國女子團體Oh My Girl的成員之一。2015年4月21日以首張迷你專輯《OH MY GIRL》正式出道。在隊内擔任領唱、領舞及門面。現為P&Studio旗下藝人，並以演員身份進行活動。

## 經歷
Secret Garden回歸前，練習時因腳傷，因此回歸時只能坐著唱歌，直至Music core的回歸舞台公司宣佈她的腳已痊癒可以參與跳舞。
2020年1月12日經紀公司發佈公告表示成員祉呼因患上焦慮症，所以自2019年下半年以來，持續在醫院接受治療，但隨著症狀加重，考慮到祉呼的健康狀況，所以決定讓她先暫時中斷活動。
2020年4月27日祉呼歸隊，OH MY GIRL完全體專輯回歸。
2022年5月9日，宣布不再與WM娛樂續約並退出OH MY GIRL，而後專注於個人發展。
2022年8月10日，P&Studio正式宣布與祉呼簽訂專屬合約，並將以孔祉呼為新的藝名，作為一位演員展開活動。

## 外部連結
- 金祉呼的Instagram帳戶